# Diarios de la Guerra de Afganistán

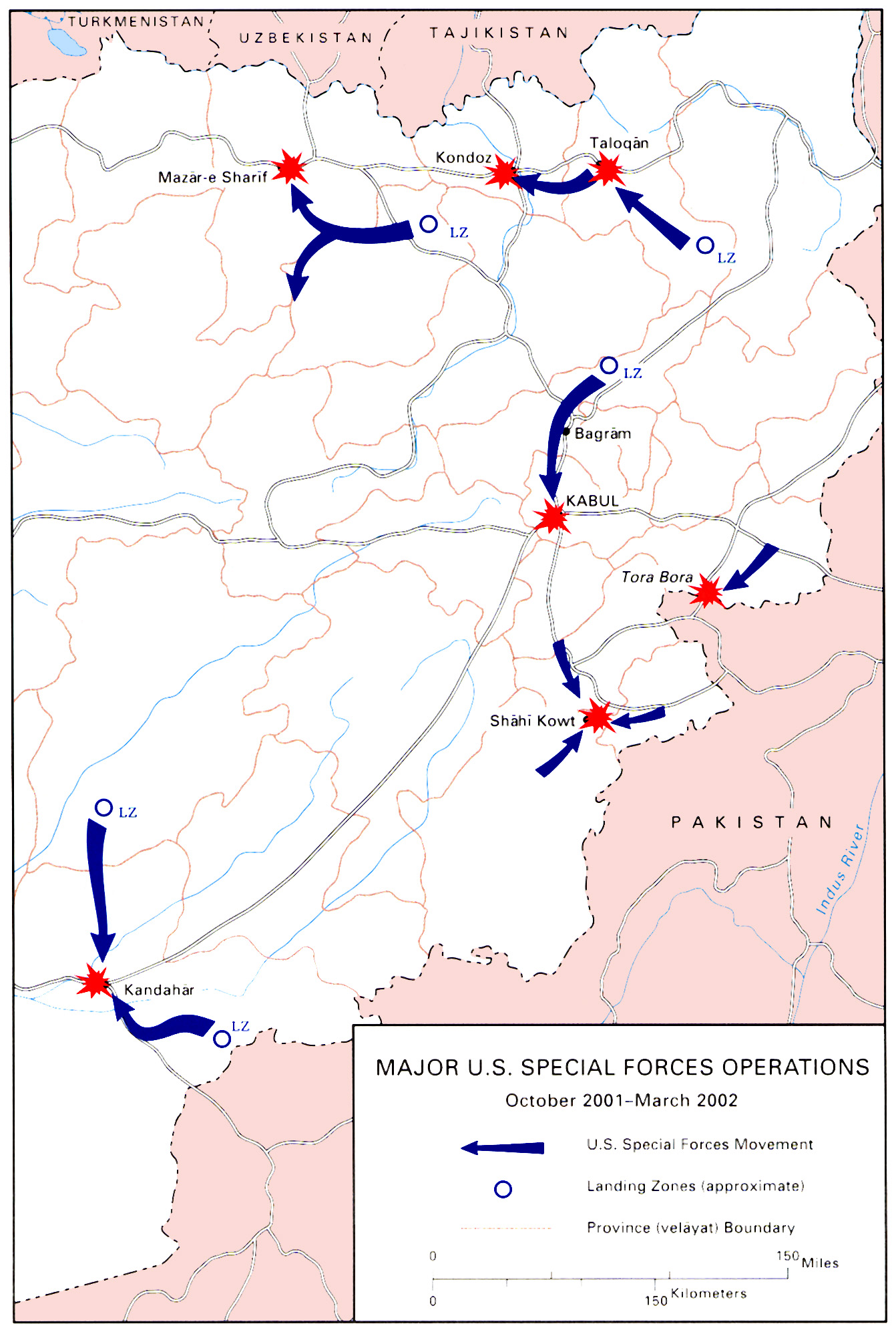
Mapa de operaciones de las fuerzas especiales de USA desde octubre de 2001 hasta marzo de 2002.

Los diarios de la Guerra de Afganistán son una filtración de un conjunto de informes internos de las fuerzas armadas de los Estados Unidos de la guerra de Afganistán, que fueron publicados por WikiLeaks el 25 de julio de 2010.
La filtración consta de 91.731 documentos, que abarcan el periodo comprendido entre enero de  2004 y diciembre de 2009. La mayoría de los documentos tienen el estatus de "secreto" según la clasificación del régimen estadounidense. Simultáneamente a esta, se produjo la filtración de otros cientos de miles de registros del Ejército de Estados Unidos sobre la Guerra de Irak —conocidos como Registros de la Guerra de Irak, cables diplomáticos de Estados Unidos con el estatus de secretos y archivos sobre los presos que en ese momento se encontraban en la base estadounidense cubana de Guantánamo, haciendo un total, junto a los Diarios de la Guerra de Afganistán de 734 885 archivos filtrados. WikiLeaks envió los documentos a los periódicos The Guardian, The New York Times y Der Spiegel para su publicación.
Considerada como una de las mayores filtraciones de la historia de Estados Unidos, los diarios revelaron información sobre la muerte de civiles, el aumento de los ataques talibanes y el apoyo de Pakistán e Irán a estos últimos, a pesar de que Pakistán es un aliado cercano de Estados Unidos. Aunque WikiLeaks ocultó, según la organización por desconocimiento, el origen de los datos filtrados, los diarios que publicaron las informaciones llegaron a la conclusión de que estos eran auténticos.
The New York Times describió la "filtración" como «un archivo de seis años de documentación de material clasificado que ofrece una imagen sombría y sin adornos de la guerra de Afganistán». The Guardian lo calificó como «una de las mayores filtraciones en la historia militar (...) un retrato devastador de la guerra en Afganistán, que revela como las fuerzas de la OTAN mataron a cientos de civiles en incidentes que se ocultaron y como los ataques talibanes se dispararon mientras los comandantes de la OTAN temían que esta insurgencia estuviera alimentada por los vecinos Pakistán e Irán». Der Spiegel por su parte escribió que «los jefes de redacción del Spiegel, New York Times y The Guardian fueron unánimes en su creencia de que exite un interés público legítimo en el material».
Un tiempo después de la primera difusión de material por WikiLeaks, el Departamento de Justicia de Estados Unidos, amparándose en la Ley de Espionaje de 1917, intentó evitar la publicación de los 15.000 documentos secretos restantes que WikiLeaks decía poseer.